# Hugo Paviot
Hugo Paviot, né en 1972, est un auteur et metteur en scène français.

## Biographie
Après des études littéraires à la Sorbonne, il se consacre à l’écriture et devient dramaturge, metteur en scène, poète, traducteur, puis romancier. Son premier roman, Les Oiseaux rares (Seuil, 2020), est primé au Festival du premier roman de Chambéry 2021, et est sélectionné pour le prix Nice Baie des Anges, le Coup de cœur des lectrices de Version Femina et le Coup de cœur des lycéens de Sceaux. Hugo Paviot est aussi lauréat de plusieurs bourses et résidences d’écriture notamment du Centre national du livre, de la région Île-de-France, de Montpellier Méditerranée Métropole, du département de l’Yonne, de la ville d’Angers, de la ville du Mans, de Clermont Auvergne Métropole, d'ALCA Nouvelle-Aquitaine.
En 2022, il compte une dizaine de pièces toutes publiées et jouées, dont certaines ont été primées. Directeur artistique de la compagnie Les Piqueurs de Glingues, successivement en résidence au Théâtre de la Chapelle Saint-Louis de Rouen, à la Scène nationale du Sud-Aquitain puis au Théâtre Jean-Vilar de Vitry-sur-Seine, dans le Val-de-Marne, il a lui-même mis en scène La Trilogie d’Alexandre composée de ses pièces Vivre (2017), La Mante (2016) et Les Culs de plomb (2012). Il est l’auteur d’un recueil de poèmes, L’Éclat du samouraï, paru en 2014 au Pérou, aux éditions Amotape Libros, dans une version bilingue. Il traduit des dramaturges et romanciers espagnols contemporains. Il reçoit notamment en 2009 pour sa traduction du roman Les Princes nubiens de Juan Bonilla (Galaade éditions), le Prix littéraire des jeunes européens.
Il est régulièrement sollicité pour animer des ateliers d'écriture tout public, en milieu scolaire,,, auprès d’élèves décrocheurs,,, de personnes âgées, de demandeurs d'asile, en prison ou au sein de foyers médicalisés ou de jeunes travailleurs.

### Roman
- 2020 : Les Oiseaux rares (Seuil)[8],[9]
- 2025 : La Hache de guerre (F Deville)[10]

### Théâtre
- 2001 : Anne 2032 (Éditions du Laquet)  (ISBN 2-84523-032-X)
- 2002 : Question dans La Plus grande grande pièce du monde (Éditions de l’Amandier)
- 2003 : Dans la peau (Éditions du Laquet)  (ISBN 2-84523-103-2)
- 2003 : Allez les bleus ! dans Une magnifique désolation (Éditions de l’Amandier)
- 2005 : Questions dans Scènes (très) courtes d'auteurs contemporains (Alna éditeur)  (ISBN 2-84959-041-X)
- 2006 : Madame a sa crise dans Le Choix des t(h)ermes (Éditions de l’Amandier)  (ISBN 2-915695-76-8)
- 2008 : Manouche pas touche ! (Éditions de l’Amandier)[11]  (ISBN 978-2-35516-064-6)
- 2010 : Les Culs de plomb (Éditions de l’Amandier)  (ISBN 978-2-35516-111-7)
- 2011 : Gloria Vénus au Paradis (Éditions de l’Amandier)  (ISBN 978-2-35516-142-1)
- 2014 : La Mante (Éditions de l’Amandier)  (ISBN 978-2-35516-263-3)
- 2014 : Djigit chronique in En haut ! (Lansman Éditeur / 2014)[12]
- 2017 : La Trilogie d’Alexandre (Les Piqueurs de Glingues)  (ISBN 978-2-9560239-0-6)

### Poésie
- 2014 : L’Éclat du samouraï (Amotape Libros, Lima, Pérou / 2014)[13]

### Traductions
- 1993 : Sélection de poèmes de J. Nájar (poésie / revue Espaces Latino-Américains)
- 1993 : Hommage à César Vallejo de J. Nájar (poésie / Éd. de l’Ambassade du Pérou)
- 1996 : Sélection de poèmes de Jorge Nájar (poésie / revue Poésie 96)
- 2003 : L’Album de famille de José Luis Alonso de Santos (théâtre / Éd. du Laquet)  (ISBN 2-84523-091-5)
- 2003 : Estrella suivi de L’Ile jaune de Paloma Pedrero (théâtre / Éd. de l’Amandier)  (ISBN 2-907649-71-X)
- 2008 : Les Princes nubiens de Juan Bonilla (roman / Galaade Éditions)  (ISBN 978-2-35176-043-7)

### Beau-livre
- 2017 : Et crie-moi… demain ! direction artistique et préface (beau-livre, Les Piqueurs de Glingues)  (ISBN 978-2-9560239-1-3)

## Mises en scène
- 1995 : Mireille d'Hugo Paviot (création en 1995 à l’EMB - Sannois)
- 2012 : Les Culs de plomb d'Hugo Paviot (création en 2012 au Théâtre de la Chapelle Saint-Louis - Rouen)[14],[15],[16]
- 2014 : En Haut ! de Gustave Akakpo, David Arribe, Emmanuelle Destremau, Hugo Paviot (création en 2014 au Théâtre de la Chapelle Saint-Louis - Rouen)
- 2016 : La Mante d'Hugo Paviot (création en 2016 à la Scène nationale du Sud-Aquitain)[17],[18],[19],[20]
- 2017 : Vivre d'Hugo Paviot (création en 2017 à la Scène nationale du Sud-Aquitain)[21],[22],[23],[24]

## Prix et sélections
- 2000 : Prix de la Fondation Charles Oulmont[25]
- 2008 : Prix ARDUA des premières réalisations
- 2009 : Prix littéraire des jeunes européens
- 2020 : Sélection Coup de cœur des lycéens de Sceaux[26],[27]
- 2020 : Sélection Coup de cœur des lectrices de Version Femina
- 2020 : Sélection Prix Nice Baie des Anges[28]
- 2021 : Lauréat du Festival du premier roman de Chambéry[29],[30]

## Bourses et résidences d'écriture
- 2008 : Bourse d’écriture, Centre national du livre
- 2016 : Bourse et résidence d’écriture (région Île-de-France)[31]
- 2020 : Bourse et résidence d’écriture Lattara, Montpellier Méditerranée Métropole[32]
- 2021 : Bourse et résidence d’écriture, Maison Jules Roy (département de l’Yonne)[33]
- 2022 : Bourse et résidence d’écriture de la ville d’Angers
- 2023 : Bourse et résidence d'écriture de la ville du Mans
- 2025 : Bourse et résidence d'écriture de Clermont Auvergne Métropole[34]

- 2025 : Bourse et résidence "en territoire", ALCA Nouvelle-Aquitaine

## Distinctions
- Chevalier de l'ordre des Palmes académiques (janvier 2019)
- Chevalier de l'ordre des Arts et des Lettres (mai 2021)[35]